# Jan Skarbek (arcybiskup)
Jan Skarbek  herbu Abdank (ur. 28 grudnia 1661, zm. 10 grudnia 1733 roku we Lwowie) – biskup rzymskokatolicki, biskup pomocniczy lwowski w latach 1696–1713, arcybiskup metropolita lwowski w latach 1713–1733, biskup tytularny Marocco o Marruecos w 1696 roku, kaznodzieja katedralny lwowski w 1588 roku, kustosz lwowskiej kapituły katedralnej w 1694 roku, dziekan lwowskiej kapituły katedralnej, oficjał lwowski, senator I Rzeczypospolitej, deputat z archidiecezji lwowskiej na Trybunał Główny Koronny w kadencji 1701/1702.

## Życiorys
Jego ojcem był Krzysztof h. Awdaniec Skarbek (ok. 1630–1706), pułkownik wojsk koronnych, poseł na sejmy, kasztelan halicki. Bratem jego był kasztelan halicki Władysław Józef Skarbek (ok. 1660–1713).
Wybrał stan duchowny, ukończył studia krajowe i zagraniczne, uzyskując dwa doktoraty, z teologii i obojga praw. Wiele podróżował, w 1683 przebywał w Amsterdamie.
Wraz z braćmi Władysławem i Antonim, fundował kanonię, którą połączył z probostwem bractwa św. Trójcy przy katedrze lwowskiej.
2 stycznia 1696 został mianowany biskupem pomocniczym archidiecezji lwowskiej. Po śmierci abp. Konstantego Zielińskiego w 1710 został administratorem lwowskim. 30 stycznia 1713 został mianowany arcybiskupem metropolitą lwowskim.
14 czerwca 1714 w porozumieniu z arcybiskupem ruskim Bazylim Szeptyckim wystosował do swego duchowieństwa rozporządzenie regulujące stosunki łacinników i Rusinów składające się z 10 artykułów. Paragraf siódmy rozporządzenia zakazywał dopuszczania Rusinów do obrządków łacińskich. Dążył do pełnego zrównania praw Cerkwi unickiej i Kościoła rzymskokatolickiego. W[1717 został wyznaczony senatorem rezydentem. Ufundował kościół w Kąkolnikach, który ukończono w 1732. Troszczył się o uruchomienie na nowo seminarium w podległym terenie i w 1722 załatwił to za zgodą Stolicy Apostolskiej.
W 1724 dokonał koronacji i obrazu Matki Bożej w Sokalu.
Zdecydował o umieszczeniu letniej rezydencji arcybiskupów lwowskich w barokowym pałacu w Obroszynie, ponieważ zamek w Dunajowie wydał mu się bardzo odległy.
Pochowany w archikatedrze Wniebowzięcia NMP we Lwowie.